# Cerro Torre
De Cerro Torre is een berg van 3.133 meter hoogte in het noorden van het Nationaal park Los Glaciares en het Nationaal park Bernardo O'Higgins in Patagonië.
Het is in de hangende grens tussen Argentinië en Chili sinds 1998.
De Cerro Torre ligt dicht bij de berg Fitz Roy, het Viedmameer en de Viedma gletsjer.

## Geschiedenis
De Cerro Torre is volgens de Italiaan Cesare Maestri op 30 januari 1959 voor het eerst beklommen via de noordkant door  hem en de Oostenrijker Toni Egger. Deze claim wordt echter in brede kring betwijfeld. In 1974 leidde Casimiro Ferrari een expeditie naar de Cerro Torre.

## Galerij

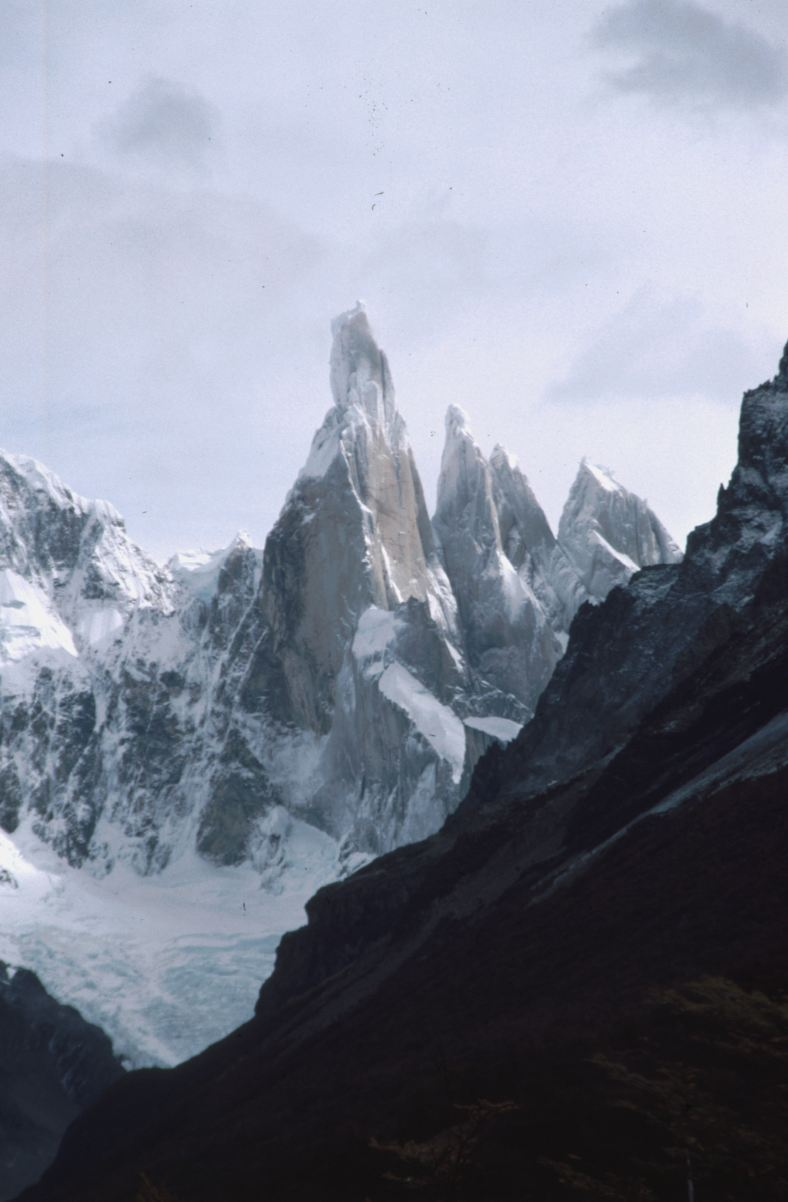
Cerro Torre